# ميخائيل دو
ميخائيل دو (بالإنجليزية: Michael Doe)‏ هو قسيس بريطاني، ولد في 24 ديسمبر 1947 في ليمينغتون ‏ في المملكة المتحدة.